# Englischer Humanismus

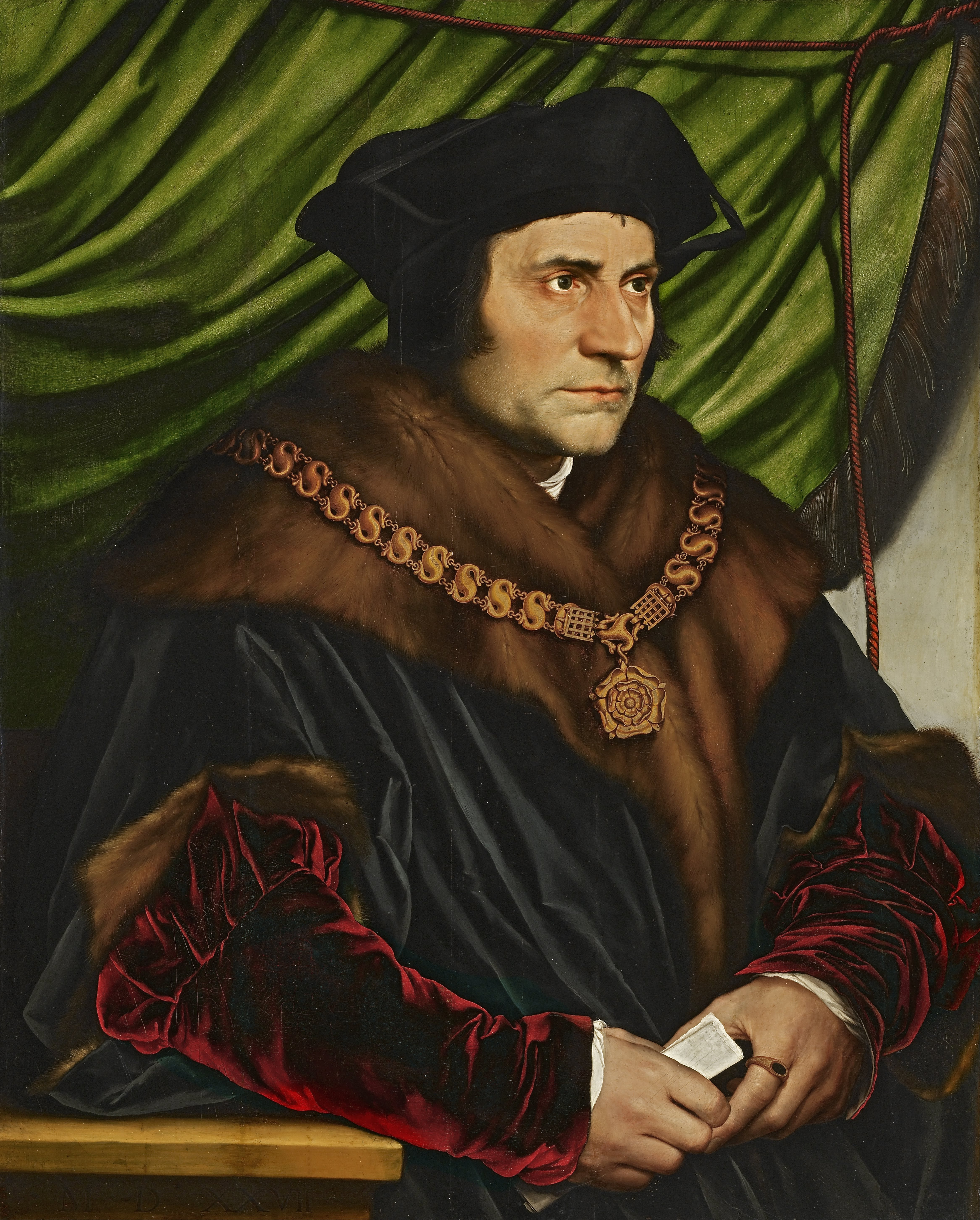
Thomas Morus, porträtiert von Hans Holbein dem Jüngeren

Englischer Humanismus ist die Bezeichnung für den Renaissance-Humanismus in England. Er entstand im 15. Jahrhundert unter französischem und italienischem Einfluss. Bedeutende humanistische Gelehrte von europäischem Rang traten in England erst im späten 15. und frühen 16. Jahrhundert auf.
Die englischen Humanisten setzten sich dieselben Ziele wie ihre kontinentalen Gesinnungsgenossen. In erster Linie ging es ihnen um die humanistische Bildungsreform, die Umgestaltung des von der spätmittelalterlichen Scholastik geprägten Bildungswesens nach humanistischen Grundsätzen. Wie in den übrigen europäischen Ländern stand dabei die Pflege der sprachlichen Ausdrucksfähigkeit und der Argumentationskunst, die Theorie und Praxis der Rhetorik im Mittelpunkt. Dabei galt die stilistische und inhaltliche Nachahmung der "klassischen" antiken Vorbilder als Weg zur Vollendung. Stärker als in Italien wurde aber auch die Verbindung mit der christlichen Vergangenheit gepflegt und die humanistische Bildung in die christliche Tradition eingebettet.  
Im 15. Jahrhundert brachten Engländer wie William Grey († 1478) und Robert Flemmyng († 1483), die in Italien studierten und dann in ihre Heimat zurückkehrten, humanistisches Gedankengut nach England und legten Bibliotheken an. Außerdem traten auch italienische Humanisten wie Poggio Bracciolini, der nach England reiste, als Impulsgeber auf. 
In der ersten Phase des englischen Humanismus spielte Herzog Humphrey von Gloucester (1390–1447) als Förderer der Bildungsbewegung eine zentrale Rolle. An seinem Hof hielten sich italienische Humanisten auf (Tito Livio Frulovisi, Antonio Beccaria). Humphrey legte eine Bibliothek an, die den Grundstock für die später von Thomas Bodley gegründete Universitätsbibliothek, die Bodleian Library, in Oxford bildete. Ein weiterer bedeutender Mäzen und Büchersammler war John Tiptoft, Earl of Worcester († 1470). 
Besonders dringend bedurfte das im Vergleich mit den kontinentalen Verhältnissen rückständige englische Schulwesen einer Erneuerung. Sie erfolgte im Lauf des 15. Jahrhunderts durch die Gründung zahlreicher nichtkirchlicher Bildungsanstalten (Colleges, Grammar Schools), die mit den alten kirchlichen Schulen konkurrierten. Ein starker Aufschwung zeichnete sich gegen Ende des Jahrhunderts ab und setzte sich im frühen 16. Jahrhundert fort. Zugleich konnte sich in diesem Zeitraum auch an den Universitäten die humanistische Bildung, die zunächst nur langsame Fortschritte gemacht hatte, verstärkt durchsetzen.  
Im frühen 16. Jahrhundert wurde der international berühmte niederländische Humanist Erasmus von Rotterdam auch für die englischen Humanisten zum wichtigsten zeitgenössischen Impulsgeber. Seine für pädagogische Zwecke geeigneten Werke wurden Schullektüre. Zu den namhaftesten Vorkämpfern des Humanismus in England zählten damals der Schulgründer John Colet (1467–1519), der in Italien studiert hatte, der ebenfalls in Italien ausgebildete königliche Hofarzt Thomas Linacre († 1524), der eine lateinische Grammatik verfasste und unter seinen Kollegen die Kenntnis der antiken medizinischen Literatur verbreitete, William Grocyn († 1519), der den Bibelhumanismus nach England brachte und in Oxford das Griechische als Studienfach einführte, und vor allem der Staatsmann und Schriftsteller Thomas Morus († 1535), der berühmteste Repräsentant des englischen Humanismus. Ein Schüler von Morus war Thomas Elyot, der 1531 die staatstheoretische und moralphilosophische Schrift The boke Named the Governour publizierte. Die humanistischen Erziehungsgrundsätze, die Elyot dort darlegte, trugen im 16. Jahrhundert maßgeblich zur Ausbildung des Gentleman-Ideals bei. Dieses Ideal bestand in der Verbindung einer nach klassischem Vorbild perfektionierten Beredsamkeit mit aktiver Beteiligung am politischen Leben, mit Patriotismus, vornehmer Gesinnung und Frömmigkeit.
In der politischen Theorie traten die englischen Humanisten als Vertreter der bestehenden aristokratischen Gesellschaftsordnung auf. Eine Verbesserung der Verhältnisse erhofften sie von einer sorgfältigen Erziehung der Kinder des Adels nach humanistischen Grundsätzen. Humanistische Bildung sollte zu den Merkmalen eines Gentleman und politischen Verantwortungsträgers zählen. 